# Tusukuru
Tusukuru är ett släkte av spindlar. Tusukuru ingår i familjen täckvävarspindlar.
Kladogram enligt Catalogue of Life:
| Tusukuru | \| \| Tusukuru hartlandianus \| \| \| \| \| \| Tusukuru tamburinus \| \| \| \| |
|          | \| \| Tusukuru hartlandianus \| \| \| \| \| \| Tusukuru tamburinus \| \| \| \| |
|          | Tusukuru hartlandianus                                                         |
|          |                                                                                |
|          | Tusukuru tamburinus                                                            |
|          |                                                                                |